# João Ferreira de Mesquita
João de Fontes Pereira de Melo Ferreira de Mesquita ComMAI • GCMAI (Santa Isabel, Lisboa, 1 de Março de 1861 — Novembro de 1935) foi um engenheiro e ferroviário português.

## Biografia
Nasceu na Freguesia de Santa Isabel do Concelho de Lisboa, em 1 de Março de 1861, filho de Augusto Cézar Ferreira de Mesquita (1º conde de Mesquita) e de D. Maria Eugénia de Fontes Pereira de Mello Ganhado.
Formou-se em engenharia militar pela Escola de Guerra.
Entrou para a Companhia dos Caminhos de Ferro Portugueses com 24 anos de idade, tendo permanecido nesta empresa durante cerca de 47 anos, até à sua aposentação, em 1932. Em 1903, foi nomeado chefe da divisão de Via e Obras, depois de ter ocupado, durante algum tempo, a mesma posição nos serviços de Material e Tracção; em Março de 1911, foi promovido a sub-director da Companhia, e, em Dezembro de 1914, tornou-se director-geral, posição que ocupou durante cerca de 18 anos, tendo-se destacado pela sua gestão durante alguns dos momentos mais difíceis da Companhia, como várias greves e a Primeira Guerra Mundial.
Faleceu em Novembro de 1935. O seu funeral realizou-se no dia 29 de Novembro, tendo o corpo sido depositado no jazigo da família, no Cemitério dos Prazeres.

## Homenagens
Foi homenageado com os graus de Comendador, a 30 de Janeiro 1928, e de Grã-Cruz, a 10 de Maio de 1929, da Ordem do Mérito Empresarial Classe Industrial.